# Money (That's What I Want)
"Money (That's What I Want)", ou simplesmente "Money" é uma canção lançada em 1959 por Barrett Strong para a gravadora Tamla, distribuídos nacionalmente em Anna Records. Foi escrita pelo fundador da Tamla, Berry Gordy e Janie Bradford e se tornou o primeiro disco de sucesso da Motown. Foi gravada pela banda britânica The Beatles e lançada no álbum With the Beatles, de Person

## Versão dos Beatles

### Gravação
Os Beatles gravaram "Money" em sete takes em 18 de julho de 1963, com sua formação normal. Uma série de overdubs de piano foram adicionadas por George Martin. A canção foi lançada em novembro de 1963 como a última faixa no seu segundo álbum, With the Beatles.
De acordo com George Harrison, o grupo descobriu a versão de Strong na loja de discos de Brian Epstein. Eles a tocaram durante sua audição à Decca Records em 1 de janeiro de  1962, com Pete Best na bateria. Eles também gravaram-a para a rádio BBC. Uma versão ao vivo, retirada de um show em Estocolmo, Suécia em outubro de 1963, foi incluída no Anthology 1.

### Créditos
- John Lennon – vocal principal, guitarra rítmica
- Paul McCartney – baixo, vocal de apoio
- George Harrison – guitarra solo, vocal de apoio
- Ringo Starr – bateria
- George Martin – piano